# Ryszard Gajewski (polityk)
Ryszard Gajewski (ur. 6 września 1947 w Średniej Wsi) – polski socjolog, urzędnik, działacz katolicki, poseł na Sejm X kadencji.

## Życiorys
Ukończył w 1976 studia z zakresu socjologii na Katolickim Uniwersytecie Lubelskim. W 1994 uzyskał stopień naukowy doktora na podstawie pracy poświęconej działalności Karola Popiela.
W okresie 1976–1983 był pracownikiem Klubu Inteligencji Katolickiej w Lublinie, następnie został etatowym przewodniczącym zarządu oddziału Polskiego Związku Katolicko-Społecznego w Lublinie. W ramach PZKS w 1983 został przewodniczącym okręgu, w 1985 członkiem Zarządu Krajowego, a w 1987 objął funkcję wiceprezesa. Założył i pełnił funkcję dyrektora Ośrodka Studiów Polonijnych i Społecznych w Lublinie. Od 1984 był radnym Wojewódzkiej Rady Narodowej w Lublinie.
W latach 1989–1991 sprawował mandat posła na Sejm kontraktowy z ramienia PZKS, wybrany w okręgu częstochowskim. Był przewodniczącym klubu poselskiego, zasiadał w Komisji Łączności z Polakami za Granicą i Komisji Spraw Zagranicznych. W wyborach w 1991 bez powodzenia ubiegał się o reelekcję z ramienia Chrześcijańskiej Demokracji.
Zajął się następnie pracą naukową i dydaktyczną. Pracował także w administracji publicznej jako kierownik Urzędu Rejonowego, później zatrudniony w urzędzie miejskim w Lublinie, m.in. jako dyrektor wydziału organizacyjnego i doradca prezydenta miasta ds. Wschodu i Polonii. W 2014 ograniczył działalność zawodową do prowadzenia wykładów.
Pozostał działaczem PZKS, pełnił funkcję wiceprezesa tej organizacji. W kwietniu 2008 stanął na czele Polskiego Związku Katolicko-Społecznego, zastępując Wiesława Gwiżdża. W październiku 2017 został zastąpiony na tej funkcji przez Zbigniewa Toczka, pozostając członkiem zarządu krajowego związku.
W 1987 odznaczony Srebrnym Krzyżem Zasługi.